# Drapetis flavipes
Drapetis flavipes är en tvåvingeart som beskrevs av Macquart 1834. Drapetis flavipes ingår i släktet Drapetis och familjen puckeldansflugor. Inga underarter finns listade i Catalogue of Life.